# Crozza nel Paese delle Meraviglie
Crozza nel Paese delle Meraviglie è stato un programma televisivo italiano satirico in onda su LA7 dal 19 ottobre 2012 al 16 dicembre 2016, in diretta ogni venerdì dagli studi di via Mestre a Milano. Il programma, condotto da Maurizio Crozza, era basato sul format inaugurato nel 2011 con Italialand.
Lo show si è concluso il 16 dicembre 2016 dopo cinque stagioni, prima del passaggio di Maurizio Crozza al gruppo Discovery Italia.

## Promozione
Il programma fu pubblicizzato a partire dall'11 settembre 2012 con un'imitazione di Antonio Conte e successivamente con lo sketch The Ficientis, parodia del programma The Apprentice condotto da Flavio Briatore su Cielo. Il titolo della trasmissione fu ufficializzato il 1º ottobre.
L'inizio della seconda stagione è stato annunciato con uno spot in cui Matteo Renzi viene intervistato ad Otto e mezzo. Il ritorno dopo la pausa natalizia è stato promosso con uno spot composto da una serie di primi piani dei vari personaggi e con un video promozionale pubblicato in esclusiva su la Repubblica.it in cui Berlusconi dirige Matteo Renzi nelle prove del suo discorso per chiedere la fiducia al parlamento.
L'inizio della terza stagione è stato promosso con un'imitazione di Massimo Ferrero e con una di Carlo Tavecchio. A febbraio, prima della ripresa del programma dopo la pausa, è apparso un altro spot, nel quale Crozza imita Enrico Mentana, direttore del TG LA7.
La quarta stagione è stata pubblicizzata con un'imitazione del sindaco di Roma, Ignazio Marino, e la parodia di una conferenza stampa del premier Matteo Renzi e dei suoi ministri Giuliano Poletti e Pier Carlo Padoan. La quinta stagione è stata pubblicizzata da un'imitazione di Paolo Sorrentino.

## Produzione
Per ideare ogni puntata gli autori leggono molto, cominciano a discutere la mattina presto e proseguono per ore, «alla quinta ora cominciamo a cazzeggiare. E cazzeggiando viene fuori di tutto».
La prima stagione è costata a LA7 14,3 milioni di euro. Questa stagione, complessivamente, ha raggiunto risultati d'ascolto eccellenti, con una media di 2,9 milioni di spettatori e il 10,29% di share, un risultato davvero ottimo rispetto alla media della rete: in alcune puntate è riuscita anche a superare la soglia dei 3 milioni di spettatori, arrivando a un record di 3,6 milioni e il 12% di share nella puntata del 15 marzo 2013, risultati che quasi nessun programma in onda su LA7 è riuscito finora a raggiungere.
La seconda stagione, composta da meno episodi rispetto alla prima, ha subito un calo di circa 500.000 spettatori e poco più di 1 punto di share rispetto alla prima, con una media di circa 2,4 milioni di spettatori e quasi il 9% di share. Complessivamente però i risultati rimangono comunque molto alti, e soprattutto al di sopra della media della rete.
La prima parte della terza stagione, terminata il 12 dicembre 2014, ha subito il calo più vertiginoso di tutte: infatti il programma non è mai riuscito a superare la soglia dei due milioni, attestandosi a circa 1,6 milioni di spettatori di media e il 6,72% di share; solo l'ultima puntata prima della pausa, quella del 12 dicembre è riuscita a sfondare il muro dei 2 milioni di spettatori (2.123.000). Complessivamente, nonostante i risultati ottenuti siano in linea con la media della rete, rispetto alla prima stagione il programma è calato di oltre 1 milione di spettatori.
La quarta stagione, composta da 21 puntate, comincia con un pubblico di circa 2 milioni di ascolti, raggiungendo il massimo della stagione nella puntata del 27 novembre con 2.148.000 ascolti e uno share all' 8,18%. Nella seconda parte gli ascolti cominciano a calare, soprattutto dopo marzo raggiungendo il record negativo di 1.604.000 ascolti nella puntata del 22 aprile. La stagione si è chiusa il 13 maggio con 1.858.000 di ascolti ed uno share al 7,04%.
La quinta stagione è l'ultima dello show e si è chiusa il 16 dicembre. Questa stagione ha registrato un aumento quasi continuo di spettatori arrivando a 2.376.000 ascolti nell'ultima puntata, record che non si superava dal 13 marzo 2015.

## Personaggi
(Antonio Conte, 9 dicembre 2012)
Di seguito sono riportati gli sketch in cui Maurizio Crozza ha imitato un particolare personaggio. Per convenzione vengono considerati solo quelli in cui ha indossato un travestimento.

### Prima stagione
|                             | 19/10 | 26/10 | 2/11 | 9/11 | 16/11 | 23/11 | 30/11 | 7/12 | 14/12 | 21/12 | 25/1 | 1/2 | 8/2 | 22/2 | 1/3 | 8/3 | 15/3 | 15/3 | 22/3 | 29/3 | 5/4 | 12/4 | 19/4 | 26/4 | 26/4 | 3/5 | 10/5 | 17/5 | 17/5 | 24/5 |
| Cappellaio Matto            | Si    |       |      |      |       |       |       |      |       |       |      |     |     |      |     |     |      |      |      |      |     |      |      |      |      |     |      |      |      |      |
| Antonio Conte               | Si    | Si    | Si   | Si   |       |       |       |      |       | Si    |      | Si  |     |      |     |     |      |      |      |      |     |      |      |      |      |     |      |      |      | 26   |
| Flavio Briatore             | Si    | Si    | Si   |      | 1     | Si    | Si    | Si   | Si    | Si    |      |     | Si  |      |     |     | Si   | Si   |      |      |     |      |      | Si   | Si   | Si  | Si   |      |      | Si   |
| Gipsy Kings                 | Si    |       |      |      |       |       | Si    |      |       |       |      |     |     |      |     |     |      |      |      |      |     |      |      |      |      |     |      |      |      |      |
| Roberto Formigoni           | Si    | Si    | Si   | Si   |       |       | Si    |      | Si    | Si    | Si   |     |     | Si   | 7   |     | Si   | 11   | 13   | 14   |     |      |      | 20   |      | 22  |      |      |      |      |
| Gianroberto Casaleggio      | Si    | Si    | Si   |      | Si    | Si    |       |      |       |       |      |     |     |      |     |     |      |      |      |      |     |      |      |      |      |     |      |      |      |      |
| Francesco Schettino         |       | Si    |      |      |       |       |       |      |       |       |      |     |     |      |     |     |      |      |      |      |     |      |      |      |      |     |      |      |      |      |
| Gigi Marzullo               |       | Si    |      |      |       |       |       |      |       |       |      |     |     |      |     |     |      |      |      |      |     |      |      |      |      |     |      |      |      |      |
| Sergio Marchionne           |       |       | Si   |      |       |       |       | Si   |       |       |      |     |     |      |     | Si  |      |      |      |      |     |      |      |      |      |     |      |      |      |      |
| Don Vito Corleone           |       |       | Si   |      |       |       |       |      |       |       |      |     |     |      |     | 9   |      |      |      |      |     |      |      |      |      |     |      |      |      |      |
| Pier Luigi Bersani          |       |       |      | Si   |       |       |       | Si   |       |       |      |     |     |      | 6   | 8   |      |      | 12   | Si   |     | 16   | 18   |      |      |     |      |      |      |      |
| Giorgio Napolitano          |       |       |      | Si   |       |       |       | Si   |       | Si    |      |     |     |      | Si  |     | 10   | 10   | 12   | Si   | Si  | Si   | Si   | Si   | Si   | Si  | Si   |      |      | 25   |
| Roberto Giacobbo            |       |       |      | Si   |       |       |       |      |       | Si    |      |     |     |      |     | Si  |      |      |      |      |     |      |      |      |      |     |      | Si   | Si   |      |
| Luca Cordero di Montezemolo |       |       |      |      | Si    | Si    |       |      | Si    | Si    |      | Si  |     |      |     |     |      |      |      |      |     |      |      |      |      |     |      |      |      | Si   |
| Silvio Berlusconi           |       |       |      |      | 1     |       | Si    |      |       |       |      |     |     | 5    |     |     |      |      | 13   |      |     | 16   |      |      |      |     | Si   |      |      |      |
| Massimiliano Fuffas         |       |       |      |      | Si    |       |       |      |       |       |      |     |     |      |     |     |      |      | Si   |      |     |      |      |      |      |     |      | 24   | 24   |      |
| Giuseppe Spinelli           |       |       |      |      |       | Si    |       |      |       |       |      |     |     |      |     |     |      |      |      |      |     |      |      |      |      |     |      |      |      |      |
| Francesco Guccini           |       |       |      |      |       |       | Si    |      |       |       |      |     |     |      |     |     |      |      |      |      |     |      |      |      |      |     |      | 23   | 23   |      |
| Antonino Zichichi           |       |       |      |      |       |       |       | Si   |       |       |      |     |     |      |     |     |      |      |      | Si   |     |      |      |      |      |     |      |      |      |      |
| Renato Brunetta             |       |       |      |      |       |       |       |      | Si    |       |      |     |     |      |     |     |      |      |      |      |     |      |      |      |      |     |      | Si   | Si   |      |
| Roberto Maroni              |       |       |      |      |       |       |       |      |       |       | 2    | 3   | 4   | 5    | 7   | 9   | 11   | 11   | 13   | 14   | 15  | 17   | 19   | 20   | 20   | 21  | 22   | 24   | 24   | 26   |
| Umberto Bossi               |       |       |      |      |       |       |       |      |       |       | 2    | 3   | 4   | 5    | 7   | 9   | 11   | 11   | 13   | 14   | 15  | 17   | 19   | 20   | 20   | 21  | 22   | 24   | 24   | 26   |
| Antonio Ingroia             |       |       |      |      |       |       |       |      |       |       | Si   | Si  |     |      |     |     |      |      | Si   |      |     |      |      |      |      |     |      |      |      |      |
| Joe Bastianich              |       |       |      |      |       |       |       |      |       |       | Si   | Si  | Si  | Si   | Si  |     |      |      |      | Si   |     |      |      |      |      |     |      |      |      |      |
| Angela Merkel               |       |       |      |      |       |       |       |      |       |       |      |     |     |      | 6   |     |      |      |      |      |     |      |      |      |      |     |      |      |      |      |
| Beppe Grillo                |       |       |      |      |       |       |       |      |       |       |      |     |     |      |     | 8   |      |      |      |      |     |      |      |      |      |     |      |      |      |      |
| Mostro di Frankenstein      |       |       |      |      |       |       |       |      |       |       |      |     |     |      |     |     | 10   | 10   |      |      |     |      |      |      |      |     |      |      |      |      |
| Antonio Banderas            |       |       |      |      |       |       |       |      |       |       |      |     |     |      |     |     |      |      |      |      | Si  | Si   | Si   |      |      |     |      |      |      |      |
| Ennio Doris                 |       |       |      |      |       |       |       |      |       |       |      |     |     |      |     |     |      |      |      |      | Si  |      |      |      |      |     |      |      |      |      |
| Paul Weston                 |       |       |      |      |       |       |       |      |       |       |      |     |     |      |     |     |      |      |      |      |     |      | 18   |      |      |     |      | 23   | 23   | 25   |

  Imitazione registrata

### Seconda stagione
|                             | 18/10 | 25/10 | 01/11 | 08/11 | 15/11 | 22/11 | 29/11 | 6/12 | 7/3 | 14/3 | 21/3 | 28/3 | 28/3 | 4/4 | 11/4 | 18/4 | 2/5 | 2/5 | 9/5 | 16/5 | 23/5 |
| Don Vito Corleone           | 1     |       |       |       |       |       |       |      |     |      |      |      |      |     |      |      |     |     |     |      |      |
| Silvio Berlusconi           | 1     |       | Si    |       |       |       | Si    |      |     | Si   |      |      |      | 11  | 14   | Si   | 17  | 17  |     |      | Si   |
| Matteo Renzi                | Si    | Si    | Si    | Si    | Si    | Si    | Si    | Si   | Si  | Si   | Si   | Si   | Si   |     | 14   | Si   | 17  | 17  |     | 20   | Si   |
| Antonio Razzi               | Si    | Si    | Si    | Si    | Si    | Si    | Si    | Si   | Si  | Si   | Si   | Si   | Si   | Si  | Si   | Si   | Si  | Si  | Si  | Si   | Si   |
| Antonio Banderas            | Si    |       |       |       |       |       |       |      |     |      |      |      |      |     |      |      |     |     |     |      |      |
| Elton John                  | Si    |       |       |       |       |       |       |      |     |      |      |      |      |     |      |      |     |     |     |      |      |
| François Hollande           |       | 2     |       |       |       |       |       |      |     |      |      |      |      |     |      |      |     |     |     |      |      |
| Angela Merkel               |       | 2     |       |       |       |       |       |      |     |      |      |      |      |     |      |      |     |     |     |      |      |
| Renato Brunetta             |       | Si    |       | Si    |       |       |       |      |     |      |      |      |      |     |      |      |     |     |     |      |      |
| Beppe Grillo                |       | Si    |       |       |       |       |       |      | 5   | 7    | 8    |      |      | 13  | 15   |      | Si  | 17  |     | 20   | Si   |
| Roberto Maroni              |       | 3     |       |       |       |       |       | 4    |     | 7    | 8    | 9    | 9    | 12  | 15   |      | 18  | 18  |     | 19   | 21   |
| Umberto Bossi               |       | 3     |       |       |       |       |       | 4    |     | 7    | 8    | 9    | 9    | 12  | 15   |      | 18  | 18  |     | 19   | 21   |
| Cécile Kyenge               |       | 3     |       |       |       |       |       |      |     |      |      |      |      |     |      |      |     |     |     |      |      |
| Roberto Formigoni           |       |       | Si    |       | Si    |       | Si    |      | Si  |      |      |      |      |     | Si   |      |     |     |     |      |      |
| Anna Maria Cancellieri      |       |       | Si    |       |       |       |       |      |     |      |      |      |      |     |      |      |     |     |     |      |      |
| Giorgio Napolitano          |       |       | Si    |       | Si    |       |       | Si   | 6   |      |      | 10   | 10   | 11  |      |      |     |     | Si  |      |      |
| Papa Francesco              |       |       |       | Si    |       | Si    |       |      | 6   |      | Si   |      |      |     |      |      | 16  | 16  |     |      |      |
| Gipsy Kings                 |       |       |       |       | Si    |       |       |      |     |      |      |      |      |     |      |      |     |     |     |      |      |
| Luca Cordero di Montezemolo |       |       |       |       |       |       | Si    |      |     |      | Si   |      |      |     |      |      |     |     |     |      |      |
| Gianroberto Casaleggio      |       |       |       |       |       |       |       |      | 5   | 7    | 8    |      |      | 13  |      |      |     |     |     |      |      |
| Alan Friedman               |       |       |       |       |       |       |       |      | Si  |      |      | 10   | 10   |     |      |      |     |     |     |      |      |
| Papa Benedetto XVI          |       |       |       |       |       |       |       |      | 6   |      |      |      |      |     |      |      |     |     |     |      |      |
| Flavio Briatore             |       |       |       |       |       |       |       |      |     | Si   |      |      |      |     |      |      |     |     | Si  |      |      |
| Gianfranco Rotondi          |       |       |       |       |       |       |       |      |     | Si   |      |      |      |     |      |      |     |     |     |      |      |
| Matteo Salvini              |       |       |       |       |       |       |       |      |     |      | 8    | 9    | 9    | 12  |      |      | 18  | 18  |     | 19   | 21   |
| Joe Bastianich              |       |       |       |       |       |       |       |      |     |      |      |      |      |     |      | Si   |     |     |     |      |      |
| Marco Pannella              |       |       |       |       |       |       |       |      |     |      |      |      |      |     |      |      | 16  | 16  |     |      |      |
| Roberto Giacobbo            |       |       |       |       |       |       |       |      |     |      |      |      |      |     |      |      | Si  | Si  | Si  | Si   |      |
| Genny 'a Carogna            |       |       |       |       |       |       |       |      |     |      |      |      |      |     |      |      |     |     | Si  |      |      |
| Sergio Marchionne           |       |       |       |       |       |       |       |      |     |      |      |      |      |     |      |      |     |     | Si  |      |      |
| Massimiliano Fuffas         |       |       |       |       |       |       |       |      |     |      |      |      |      |     |      |      |     |     |     | Si   |      |

  Imitazione registrata

### Terza stagione
|                             | 3/10 | 10/10 | 17/10 | 24/10 | 31/10 | 07/11 | 14/11 | 21/11 | 28/11 | 05/12 | 12/12 | 27/02 | 06/03 | 13/03 | 20/03 | 27/03 | 10/04 | 17/04 | 24/04 | 08/05 | 15/05 | 22/05 |
| Pier Luigi Bersani          | Si   |       |       |       |       |       |       |       | Si    |       |       |       |       |       |       |       |       |       | 17    |       |       |       |
| Matteo Renzi                | Si   |       | Si    | 4     | 5     | 7     | 8     | Si    |       | Si    | 11    |       |       | Si    | 13    | Si    | Si    | Si    | 18    | Si    | Si    | Si    |
| Gianroberto Casaleggio      | Si   |       | Si    |       |       |       |       |       |       |       |       |       |       |       |       |       |       | 16    |       |       |       |       |
| Susanna Camusso             | 1    |       | 2     |       | 6     | 7     |       |       |       |       | 11    |       |       |       |       | 15    |       |       |       |       |       |       |
| Maurizio Landini            | 1    |       | 2     |       | 6     | 7     |       |       |       |       | 11    |       |       |       | 13    | 15    |       |       |       |       |       |       |
| Carlo Tavecchio             | Si   | Si    |       |       |       |       |       |       |       |       |       |       |       |       |       |       |       |       |       |       |       |       |
| Massimo Ferrero             | Si   | Si    |       | Si    | Si    | Si    | Si    | Si    | Si    | Si    | Si    | Si    | Si    | Si    | Si    | Si    |       | Si    |       |       |       | Si    |
| Francesco Schettino         | Si   |       |       |       |       |       |       |       |       |       |       |       |       |       |       |       |       |       |       |       |       |       |
| Antonio Banderas            | Si   | Si    | Si    | Si    | Si    |       |       |       |       |       |       |       |       |       |       |       |       |       |       |       |       |       |
| Sergio Marchionne           |      | Si    |       |       |       |       |       |       |       |       | Si    |       |       |       |       | Si    |       |       |       |       |       |       |
| Papa Francesco              |      | Si    |       |       | 5     |       |       |       |       |       |       |       |       | Si    |       |       |       |       |       |       |       |       |
| Luca Cordero di Montezemolo |      | Si    |       |       |       | Si    |       |       |       |       |       |       |       |       |       |       |       |       |       | Si    |       |       |
| Silvio Berlusconi           |      |       | 3     | 4     |       |       |       |       | 9     |       | 10    |       |       | Si    |       |       | Si    |       |       |       | Si    |       |
| Renato Brunetta             |      |       | 3     |       |       |       |       |       | 9     |       |       |       |       |       |       |       |       |       |       |       |       |       |
| Gianfranco Rotondi          |      |       | 3     |       |       |       |       |       |       |       |       |       |       |       |       |       |       |       |       |       |       |       |
| Antonio Razzi               |      |       | Si    | Si    | Si    | Si    | Si    | Si    | Si    | Si    | Si    |       |       |       |       |       | Si    |       | Si    | Si    | Si    | Si    |
| Giorgio Napolitano          |      |       |       | Si    |       |       | 8     |       |       |       | 10    |       |       |       |       |       |       |       |       |       |       |       |
| Roberto Giacobbo            |      |       |       |       |       | Si    | Si    | Si    | Si    | Si    | Si    | Si    | Si    | Si    | Si    | Si    | Si    | Si    | Si    | Si    | Si    |       |
| Antonino Zichichi           |      |       |       |       |       |       | 8     |       |       |       |       |       |       |       | Si    |       |       |       |       |       |       |       |
| Matteo Salvini              |      |       |       |       |       |       | Si    | Si    | 9     | Si    | Si    |       | Si    |       |       |       | Si    |       |       |       | Si    |       |
| Massimiliano Fuffas         |      |       |       |       |       |       |       | Si    |       |       |       |       | Si    |       |       |       |       |       |       | Si    |       |       |
| Abitante di periferia       |      |       |       |       |       |       |       | Si    |       |       |       |       |       |       |       |       |       |       |       |       |       |       |
| Roberto Maroni              |      |       |       |       |       |       | Si    | Si    |       |       |       |       | 12    |       | 14    |       |       |       |       |       |       |       |
| Umberto Bossi               |      |       |       |       |       |       |       |       | 9     |       | 10    |       | 12    |       |       |       |       |       |       |       |       |       |
| Roberto Formigoni           |      |       |       |       |       |       |       |       | 9     |       |       |       |       |       | 14    |       |       |       |       |       |       | Si    |
| Beppe Grillo                |      |       |       |       |       |       |       |       | Si    |       |       |       |       |       |       |       |       | 16    |       |       |       |       |
| Sergio Mattarella           |      |       |       |       |       |       |       |       |       |       |       | Si    | Si    |       |       |       |       |       |       | Si    |       |       |
| Enrico Mentana              |      |       |       |       |       |       |       |       |       |       |       | Si    | Si    | Si    | Si    | Si    | Si    | Si    | Si    | Si    | Si    | Si    |
| Gino Paoli                  |      |       |       |       |       |       |       |       |       |       |       | Si    |       |       |       |       |       |       |       |       |       |       |
| Flavio Briatore             |      |       |       |       |       |       |       |       |       |       |       | Si    |       |       |       |       |       |       |       |       |       |       |
| Arrigo Sacchi               |      |       |       |       |       |       |       |       |       |       |       | Si    |       |       |       |       |       |       |       |       |       |       |
| Joe Bastianich              |      |       |       |       |       |       |       |       |       |       |       |       |       |       | Si    |       |       |       |       |       |       |       |
| Angelo Branduardi           |      |       |       |       |       |       |       |       |       |       |       |       |       |       |       |       | Si    |       |       |       |       |       |
| Muratore                    |      |       |       |       |       |       |       |       |       |       |       |       |       |       |       |       |       | Si    |       |       |       |       |
| Giovanni Cuperlo            |      |       |       |       |       |       |       |       |       |       |       |       |       |       |       |       |       |       | 17    |       |       |       |
| Francesco Guccini           |      |       |       |       |       |       |       |       |       |       |       |       |       |       |       |       |       |       | 18    |       |       |       |
| Mimmo Scialla               |      |       |       |       |       |       |       |       |       |       |       |       |       |       |       |       |       |       | 19    |       |       |       |
| Gianfranco Frugnaro         |      |       |       |       |       |       |       |       |       |       |       |       |       |       |       |       |       |       | 19    |       |       |       |
| Walter Veltroni             |      |       |       |       |       |       |       |       |       |       |       |       |       |       |       |       |       |       | Si    |       |       |       |
| Vincenzo De Luca            |      |       |       |       |       |       |       |       |       |       |       |       |       |       |       |       |       |       |       |       | Si    | Si    |

  Imitazione registrata

### Quarta stagione
|                             | 02/10 | 09/10 | 16/10 | 23/10 | 30/10 | 13/11 | 20/11 | 27/11 | 04/12 | 26/02 | 04/03 | 11/03 | 18/03 | 1/04 | 8/04 | 15/04 | 22/04 | 29/04 |  |
| Iothin Cook                 | Si    | Si    | Si    | Si    | Si    | Si    | Si    | Si    | Si    |       |       |       |       | Si   |      |       |       |       |  |
| Ignazio Marino              | Si    | Si    |       |       | Si    |       |       |       |       |       |       |       |       |      |      |       |       |       |  |
| Il Volo                     | Si    |       |       |       |       |       |       |       |       |       |       |       |       |      |      |       |       |       |  |
| Frank Matano                | Si    |       |       |       |       |       |       |       |       |       |       |       |       |      |      |       |       |       |  |
| Bruce Willis                | Si    | 1     |       |       |       |       |       |       |       |       |       |       |       |      |      |       |       |       |  |
| Vincenzo De Luca            |       | Si    | Si    | Si    | Si    | Si    | Si    | Si    | Si    |       |       |       | Si    |      | Si   |       |       | 20    |  |
| Papa Francesco              |       | 2     |       |       |       | Si    |       |       | Si    |       |       |       |       |      |      |       |       | 21    |  |
| Enrico Mentana              |       | 1     | Si    | Si    |       |       |       |       |       |       |       |       | Si    |      |      |       |       |       |  |
| Massimo Ferrero             |       | Si    |       |       | 6     |       | Si    |       |       | 11    |       |       |       |      |      |       | Si    |       |  |
| Elton John                  |       | 2     |       |       |       |       |       |       |       |       |       |       |       |      |      |       |       |       |  |
| Roberto Maroni              |       |       | 3     |       |       |       |       |       |       |       |       |       |       |      |      |       |       |       |  |
| Umberto Bossi               |       |       | 3     |       |       |       |       |       |       |       |       |       |       |      |      |       |       |       |  |
| Roberto Formigoni           |       |       | Si    |       |       |       |       |       |       |       |       |       |       |      |      |       | 19    | 21    |  |
| Denis Verdini               |       |       | 4     |       |       |       |       |       |       | 9     | 12    |       |       |      |      |       | 19    |       |  |
| Silvio Berlusconi           |       |       | 4     |       |       |       |       |       |       |       |       |       |       |      |      |       |       | Si    |  |
| Matteo Renzi                |       |       | 5     |       | Si    | Si    |       | Si    |       | 9     | 12    |       |       | Si   | 16   | Si    | Si    | 20    |  |
| Giuliano Poletti            |       |       | 5     | Si    | Si    |       |       |       | Si    |       |       |       |       |      |      |       |       |       |  |
| Pier Carlo Padoan           |       |       | 5     | Si    |       |       |       |       |       |       |       |       |       |      |      |       |       |       |  |
| Luca Cordero di Montezemolo |       |       |       | Si    |       |       |       |       | 8     |       | Si    |       | Si    |      |      |       |       |       |  |
| Flavio Briatore             |       |       |       |       | 6     |       |       |       |       |       |       |       |       |      |      |       |       |       |  |
| Massimiliano Fuffas         |       |       |       |       |       | Si    |       |       |       |       |       |       |       |      |      | Si    |       |       |  |
| Antonio Razzi               |       |       |       |       |       |       | Si    | Si    |       |       |       | Si    |       |      |      | Si    | 19    |       |  |
| Diego Della Valle           |       |       |       |       |       |       | Si    | Si    | 8     |       |       |       |       |      |      |       |       |       |  |
| Beppe Grillo                |       |       |       |       |       |       | Si    |       |       |       |       |       |       |      |      |       |       |       |  |
| Alfio Marchini              |       |       |       |       |       |       |       | 7     |       |       |       |       |       |      |      |       |       |       |  |
| Elio                        |       |       |       |       |       |       |       | 7     |       |       |       |       |       |      |      |       |       |       |  |
| Mika                        |       |       |       |       |       |       |       | 7     |       |       |       |       |       |      |      |       |       |       |  |
| Skin                        |       |       |       |       |       |       |       | 7     |       |       |       |       |       |      |      |       |       |       |  |
| Gino Paoli                  |       |       |       |       |       |       |       |       | 8     |       |       |       |       |      |      |       |       |       |  |
| Giovanni Floris             |       |       |       |       |       |       |       |       |       | 10    | 13    | 14    | 15    |      |      | 17    | 18    |       |  |
| Nando Pagnoncelli           |       |       |       |       |       |       |       |       |       | 10    | 13    | 15    | 15    |      |      | 17    | 18    |       |  |
| Edward Luttwak              |       |       |       |       |       |       |       |       |       | 10    | 13    | 14    | 15    | Si   |      | 17    | 18    |       |  |
| Massimo Cacciari            |       |       |       |       |       |       |       |       |       | 10    | 13    | 14    | 15    |      |      | 17    | 18    |       |  |
| Carlo Freccero              |       |       |       |       |       |       |       |       |       | 10    | 13    | 14    | 15    |      |      | 17    | 18    |       |  |
| Germidi Soia                |       |       |       |       |       |       |       |       |       | Si    | Si    | Si    | Si    | Si   | Si   | Si    | Si    | Si    |  |
| Roberto Mancini             |       |       |       |       |       |       |       |       |       | 11    |       |       |       |      |      |       |       |       |  |
| Nichi Vendola               |       |       |       |       |       |       |       |       |       |       | Si    |       |       |      |      |       |       |       |  |
| Sergio Marchionne           |       |       |       |       |       |       |       |       |       |       | Si    |       |       |      | 16   |       |       |       |  |
| Donald Trump                |       |       |       |       |       |       |       |       |       |       |       | Si    |       |      |      |       |       |       |  |
| Rubantino                   |       |       |       |       |       |       |       |       |       |       |       |       | Si    |      |      |       |       |       |  |
| Don Vito Corleone           |       |       |       |       |       |       |       |       |       |       |       |       |       |      |      |       | Si    |       |  |
| Sergio Mattarella           |       |       |       |       |       |       |       |       |       |       |       |       |       |      |      |       |       | Si    |  |

  Imitazione registrata

### Quinta stagione
|                             | 7/10 | 14/10 | 21/10 | 28/10 | 4/11 | 11/11 | 18/11 | 25/11 | 9/12 | 16/12 |
| Antonio Razzi               |      | Si    |       | Si    |      | Si    |       | Si    | Si   |       |
| Enrico Mentana              |      | Si    | Si    |       |      |       |       |       |      |       |
| Gustavo Zagrebelsky         |      | Si    | Si    |       | 5    |       |       |       |      |       |
| Massimo Ferrero             |      |       | Si    |       | Si   |       |       |       |      |       |
| Diego Della Valle           |      |       | Si    |       |      |       |       |       |      |       |
| Matteo Renzi                | Si   | Si    | Si    |       |      | Si    |       |       | Si   |       |
| Pier Luigi Bersani          |      |       |       |       | 5    |       |       |       | 6    |       |
| Paolo Sonlentino            | 1    | 2     | 3     | 4     |      |       |       |       |      |       |
| Suora nana che fuma         | 1    | 2     | 3     | 4     |      |       |       |       |      |       |
| Alessandro Di Battista      | Si   |       |       |       |      |       |       |       |      |       |
| Iothin Cook                 |      |       | Si    |       |      |       |       |       |      |       |
| Flavio Briatore             | Si   |       |       |       | Si   |       | Si    |       |      |       |
| Pier Carlo Padoan           |      |       | Si    |       |      |       | Si    |       | Si   | Si    |
| Papa Francesco              |      |       |       | 4     |      |       |       |       |      |       |
| Napalm51                    | Si   | Si    | Si    | Si    | Si   | Si    | Si    | Si    | Si   | Si    |
| Donald Trump                |      |       |       |       |      | Si    |       |       |      |       |
| Nando Pagnoncelli           |      |       |       |       | Si   | Si    |       |       |      |       |
| Edward Luttwak              |      |       |       |       |      |       | Si    |       |      |       |
| Carlo Freccero              |      |       |       |       |      |       | Si    |       |      |       |
| Vincenzo De Luca            |      |       | Si    |       |      | Si    | Si    | Si    | Si   | Si    |
| Sergio Marchionne           |      |       |       |       |      |       | Si    |       |      |       |
| Walter Veltroni             |      |       |       |       |      |       |       | Si    |      |       |
| Luca Cordero di Montezemolo |      | Si    |       |       |      |       |       | Si    |      |       |
| Germidi Soia                |      |       |       | Si    |      |       |       | Si    |      | Si    |
| Giorgio Napolitano          |      |       |       |       |      |       |       |       | 6    |       |
| Silvio Berlusconi           |      |       |       |       |      |       |       | Si    | 6    |       |
| Sergio Mattarella           |      |       |       |       |      |       |       |       | 6    |       |
| Paolo Gentiloni             |      |       |       |       |      |       |       |       |      | Si    |

  Imitazione registrata

## Ascolti
Spettatori (in migliaia)Puntata0100020003000400013579111315171921232527Prima stagioneSeconda stagioneTerza stagioneQuarta stagioneQuinta stagione

### Prima stagione
Prima parte
| Puntata | Messa in onda    | Telespettatori | Share   | Fonte  |
| ------- | ---------------- | -------------- | ------- | ------ |
| 1       | 19 ottobre 2012  | 2 149 000      | 7,71 %  | [ 14 ] |
| 2       | 26 ottobre 2012  | 2 389 000      | 8,35 %  | [ 15 ] |
| 3       | 2 novembre 2012  | 2 483 000      | 8,94 %  | [ 16 ] |
| 4       | 9 novembre 2012  | 2 365 000      | 8,22 %  | [ 17 ] |
| 5       | 16 novembre 2012 | 2 475 000      | 8,69 %  | [ 18 ] |
| 6       | 23 novembre 2012 | 2 398 000      | 8,41 %  | [ 19 ] |
| 7       | 30 novembre 2012 | 2 475 000      | 8,31 %  | [ 20 ] |
| 8       | 7 dicembre 2012  | 2 550 000      | 9,11 %  | [ 21 ] |
| 9       | 14 dicembre 2012 | 2 836 000      | 10,07 % | [ 22 ] |
| 10      | 21 dicembre 2012 | 2 282 000      | 8,28 %  | [ 23 ] |
| Media   | Media            | 2 440 000      | 8,61 %  | -      |

Seconda parte
| Puntata | Messa in onda    | Telespettatori | Share   | Fonte  |
| ------- | ---------------- | -------------- | ------- | ------ |
| 11      | 25 gennaio 2013  | 2 846 000      | 9,94 %  | [ 24 ] |
| 12      | 1º febbraio 2013 | 2 979 000      | 10,27 % | [ 25 ] |
| 13      | 8 febbraio 2013  | 3 243 000      | 10,95 % | [ 26 ] |
| 14      | 22 febbraio 2013 | 3 555 000      | 11,94 % | [ 27 ] |
| 15      | 1º marzo 2013    | 3 271 000      | 10,90 % | [ 28 ] |
| 16      | 8 marzo 2013     | 3 407 000      | 12,16 % | [ 29 ] |
| 17      | 15 marzo 2013    | 3 603 000      | 12,67 % | [ 30 ] |
| 18      | 22 marzo 2013    | 3 339 000      | 11,89 % | [ 31 ] |
| 19      | 29 marzo 2013    | 2 569 000      | 9,58 %  | [ 32 ] |
| 20      | 5 aprile 2013    | 3 312 000      | 11,32 % | [ 33 ] |
| 21      | 12 aprile 2013   | 3 467 000      | 12,60 % | [ 34 ] |
| 22      | 19 aprile 2013   | 3 348 000      | 11,96 % | [ 35 ] |
| 23      | 26 aprile 2013   | 3 276 000      | 11,89 % | [ 36 ] |
| 24      | 3 maggio 2013    | 3 288 000      | 11,95 % | [ 37 ] |
| 25      | 10 maggio 2013   | 2 982 000      | 10,80 % | [ 38 ] |
| 26      | 17 maggio 2013   | 3 137 000      | 11,50 % | [ 39 ] |
| 27      | 24 maggio 2013   | 2 972 000      | 11,01 % | [ 40 ] |
| Media   | Media            | 2 926 000      | 10,35 % | -      |

  Massimo
  Minimo

### Seconda stagione
Prima parte
| Puntata | Messa in onda    | Telespettatori | Share | Fonte  |
| ------- | ---------------- | -------------- | ----- | ------ |
| 1       | 18 ottobre 2013  | 2.219.000      | 8,06% | [ 41 ] |
| 2       | 25 ottobre 2013  | 2.315.000      | 8,78% | [ 42 ] |
| 3       | 1º novembre 2013 | 2.380.000      | 9,22% | [ 43 ] |
| 4       | 8 novembre 2013  | 2.407.000      | 8,92% | [ 44 ] |
| 5       | 15 novembre 2013 | 2.147.000      | 7,70% | [ 45 ] |
| 6       | 22 novembre 2013 | 2.397.000      | 8,78% | [ 46 ] |
| 7       | 29 novembre 2013 | 2.670.000      | 9,56% | [ 47 ] |
| 8       | 6 dicembre 2013  | 2.395.000      | 8,85% | [ 48 ] |

Seconda parte
| Puntata | Messa in onda  | Telespettatori | Share  | Fonte  |
| ------- | -------------- | -------------- | ------ | ------ |
| 9       | 7 marzo 2014   | 2.502.000      | 9,22%  | [ 49 ] |
| 10      | 14 marzo 2014  | 2.386.000      | 8,75%  | [ 50 ] |
| 11      | 21 marzo 2014  | 2.331.000      | 8,76%  | [ 51 ] |
| 12      | 28 marzo 2014  | 2.598.000      | 9,63%  | [ 52 ] |
| 13      | 4 aprile 2014  | 2.788.000      | 10,11% | [ 53 ] |
| 14      | 11 aprile 2014 | 2.485.000      | 9,41%  | [ 54 ] |
| 15      | 18 aprile 2014 | 2.130.000      | 8,33%  | [ 55 ] |
| 16      | 2 maggio 2014  | 2.476.000      | 9,03%  | [ 56 ] |
| 17      | 9 maggio 2014  | 2.263.000      | 8,78%  | [ 57 ] |
| 18      | 16 maggio 2014 | 2.417.000      | 9,19%  | [ 58 ] |
| 19      | 23 maggio 2014 | 2.581.000      | 10,21% | [ 59 ] |

  Massimo
  Minimo

### Terza stagione
Prima parte
| Puntata | Messa in onda    | Telespettatori | Share |
| ------- | ---------------- | -------------- | ----- |
| 1       | 3 ottobre 2014   | 1.744.000      | 6,64% |
| 2       | 10 ottobre 2014  | 1.606.000      | 5,81% |
| 3       | 17 ottobre 2014  | 1.680.000      | 6,18% |
| 4       | 24 ottobre 2014  | 1.731.000      | 6,47% |
| 5       | 31 ottobre 2014  | 1.640.000      | 6,41% |
| 6       | 7 novembre 2014  | 1.868.000      | 6,69% |
| 7       | 14 novembre 2014 | 1.981.000      | 7,05% |
| 8       | 21 novembre 2014 | 1.813.000      | 6,69% |
| 9       | 28 novembre 2014 | 1.970.000      | 7,03% |
| 10      | 5 dicembre 2014  | 1.965.000      | 7,22% |
| 11      | 12 dicembre 2014 | 2.123.000      | 8,06% |

Seconda parte
| Puntata | Messa in onda    | Telespettatori | Share |
| ------- | ---------------- | -------------- | ----- |
| 12      | 27 febbraio 2015 | 2.535.000      | 9,08% |
| 13      | 6 marzo 2015     | 2.272.000      | 7,99% |
| 14      | 13 marzo 2015    | 2.397.000      | 8,62% |
| 15      | 20 marzo 2015    | 2.227.000      | 8,17% |
| 16      | 27 marzo 2015    | 2.139.000      | 7,86% |
| 17      | 10 aprile 2015   | 1.851.000      | 6,76% |
| 18      | 17 aprile 2015   | 1.862.000      | 6,80% |
| 19      | 24 aprile 2015   | 1.929.000      | 7,32% |
| 20      | 8 maggio 2015    | 2.018.000      | 7,83% |
| 21      | 15 maggio 2015   | 1.989.000      | 7,51% |
| 22      | 22 maggio 2015   | 1.973.000      | 7,46% |

  Massimo
  Minimo

### Quarta stagione
Prima Parte
| Puntata | Messa in onda    | Telespettatori | Share |
| ------- | ---------------- | -------------- | ----- |
| 1       | 2 ottobre 2015   | 2.034.000      | 7,61% |
| 2       | 9 ottobre 2015   | 2.076.000      | 7,83% |
| 3       | 16 ottobre 2015  | 1.917.000      | 7,10% |
| 4       | 23 ottobre 2015  | 1.828.000      | 6,97% |
| 5       | 30 ottobre 2015  | 1.807.000      | 6,91% |
| 6       | 13 novembre 2015 | 1.964.000      | 7,31% |
| 7       | 20 novembre 2015 | 1.961.000      | 7,16% |
| 8       | 27 novembre 2015 | 2.148.000      | 8,18% |
| 9       | 4 dicembre 2015  | 1.843.000      | 6,76% |
| 10      | 11 dicembre 2015 | 1.866.000      | 7,22% |

  Massimo
  Minimo
Seconda Parte
| Puntata | Messa in onda    | Telespettatori | Share |
| ------- | ---------------- | -------------- | ----- |
| 11      | 26 febbraio 2016 | 1.976.000      | 7,27% |
| 12      | 4 marzo 2016     | 1.980.000      | 7,22% |
| 13      | 11 marzo 2016    | 1.914.000      | 6,93% |
| 14      | 18 marzo 2016    | 1.871.000      | 7,03% |
| 15      | 1 aprile 2016    | 1.769.000      | 6,51% |
| 16      | 8 aprile 2016    | 2.040.000      | 7,68% |
| 17      | 15 aprile 2016   | 1.891.000      | 7,37% |
| 18      | 22 aprile 2016   | 1.604.000      | 5,96% |
| 19      | 29 aprile 2016   | 1.828.000      | 6,90% |
| 20      | 6 maggio 2016    | 1.772.000      | 6,87% |
| 21      | 13 maggio 2016   | 1.858.000      | 7,04% |

  Massimo
  Minimo

### Quinta stagione
| Puntata | Messa in onda    | Telespettatori | Share |
| ------- | ---------------- | -------------- | ----- |
| 1       | 7 ottobre 2016   | 1.841.000      | 7,30% |
| 2       | 14 ottobre 2016  | 1.822.000      | 7,00% |
| 3       | 21 ottobre 2016  | 1.642.000      | 6,30% |
| 4       | 28 ottobre 2016  | 1.794.000      | 7,00% |
| 5       | 4 novembre 2016  | 1.800.000      | 6,90% |
| 6       | 11 novembre 2016 | 1.944.000      | 7,42% |
| 7       | 18 novembre 2016 | 2.057.000      | 7,96% |
| 8       | 25 novembre 2016 | 1.956.000      | 7,60% |
| 9       | 9 dicembre 2016  | 2.164.000      | 8,4%  |
| 10      | 16 dicembre 2016 | 2.376.000      | 9,7%  |

  Massimo
  Minimo

### Critica
Secondo Aldo Grasso, giornalista del Corriere della Sera, la breve durata delle puntate ha permesso di valorizzare al meglio il talento del comico: «Lo stile della comicità di Crozza è ormai consolidato: rovesciare il punto di vista, applicare un filtro surreale ai paradossi (tanti) e alle magagne (tantissime) che viziano il nostro Paese e i suoi sistemi culturali di riferimento. [...] Alla fine resta il fatto che, al momento, in questo tipo di comicità Crozza è sicuramente il migliore e che noi ridiamo anche se ci sarebbe solo da piangere».
Per Antonio Dipollina de La Repubblica «Un'ora di show [...] ha l'effetto di una mezza rivoluzione. [...] Corto è bello e alla fine la sera è ancora giovane. Quindi bene».
Riccardo Bocca de L'Espresso ha recensito positivamente il programma scrivendo: «Crozza trionfa nel suo nuovo spettacolo, finalmente in formato mini da 50 minuti, perché ha capito qual è il vero senso del suo mestiere: fermarsi un millimetro prima che l'onda del narcisismo, e della voglia di mostrare all'intero pianeta quanto si è acuti e irresistibili, travolga la struttura stessa dello spettacolo. [...] Consapevole dell'importanza di restare un artigiano, e non un magnate della risata, ha imparato nel tempo a trattare la cronaca non come una fonte di battutine a strascico, ma come una discarica maleodorante di paradossi dalla quale estrarre il ritratto del Paese. [...] C'è traccia di genio, dentro a questo scavo nelle patologie nazionali». In seguito ha aggiunto che nello show «si afferrano per il bavero i fatti di cronaca strizzandoli fino a ottenerne il meglio. Un umorismo che non punta alla battuta esplosiva, ma alla stesura di raffinati affreschi».
Secondo la critica Marida Caterini «Crozza non è mai stato in forma come adesso [...] Questa nuova creatura "crozziana" è superiore per efficacia e incisività delle battute ai precedenti appuntamenti del comico su La7. Ma credo sia sbagliato definire Maurizio Crozza semplicemente "un comico". È qualcosa di più: una sorta di filosofo della risata che riesce a affrontare le grandi tematiche politiche con spirito minimalista, riducendole quasi ad argomenti da bottega. In questo modo se ne prende gioco e coinvolge il pubblico. L'ironia che ne scaturisce non è mai banale o fine a se stessa, ma incisiva e dissacrante. [...] Oltre alla caustica vis comica che in questa edizione de Il paese delle meraviglie è particolarmente incisiva, gioca a favore del programma, la ritrovata brevità della formula: solo 50 minuti».
Al termine della prima stagione il direttore di La7, Paolo Ruffini, ha commentato così: «Maurizio e la sua squadra hanno garantito uno spettacolo di altissimo livello artistico per l'intera stagione, uno show contemporaneo e denso di idee, di creatività, di coreografie e di personaggi. La scelta del formato di un'ora, completamente innovativo per la televisione italiana e che all'inizio poteva sembrare un azzardo, si è rivelata vincente e congeniale al suo straordinario talento».

### Reazioni
Nel corso della terza puntata, Crozza ha accreditato l'ipotesi di Report secondo la quale solo Antonio Di Pietro, sua moglie e una tesoriera avrebbero avuto accesso al bilancio del partito Italia dei Valori; questo fatto ha suscitato la reazione di Di Pietro, che il giorno seguente ha duramente criticato il comico tramite il proprio blog. Il 6 novembre, durante la trasmissione televisiva Ballarò, Crozza ha risposto spiegando di essere solo un comico e, nella quarta puntata di Crozza nel Paese delle Meraviglie, ha ribadito di non fidarsi più di Di Pietro.
Il 9 dicembre, all'uscita di un vertice del PdL tenutosi nella villa di Berlusconi in via Rovani a Milano, Roberto Formigoni ha riproposto la gag del programma tentando di far ondeggiare i giornalisti che lo seguivano. Nella puntata del 14 dicembre, Crozza ha mostrato il filmato commentandolo così: «Formigoni imita me che imito lui. È teatro dell'assurdo».
Nella undicesima puntata Crozza ha ironizzato sul fatto che la lista Scelta Civica fondata da Mario Monti non sarebbe formata da elementi della società civile, bensì dell'«alta società civile». Nel programma Zeta immediatamente successivo alla puntata, Monti, intervistato da Gad Lerner che gli ha esposto la battuta, ha criticato la veridicità della stessa spiegando che nella sua lista non sono presenti solo quel tipo di persone («abbiamo dei terremotati poveri, abbiamo della gente che si è dedicata esclusivamente al volontario») e affermando: «se ha detto questo ha detto una buffonata, strano perché lui di solito è molto sottile, [...] mi spiace che sia così pateticamente disinformato». Il comico ha risposto su Facebook dicendo che sarebbe andato a cercare i "terremotati poveri" in lista. Al coro delle critiche si sono uniti Ilaria Borletti Buitoni, Lidia Rota Vender, Annalisa Minetti e Carlo Calenda. Nella dodicesima puntata del programma Crozza ha risposto con una canzone e ha spiegato di non aver trovato nessun "terremotato povero" nella lista di Mario Monti (a tal proposito ha citato un'intervista fatta a Valentina Ferraboschi in cui spiega di essere stata colpita dal sisma, ma di non essere povera).
Antonio Ingroia, intervistato in merito alla sua imitazione, riproposta a Ballarò il 29 gennaio, ha detto di essersi divertito, ma di essere diverso da come viene rappresentato.
Nella puntata del 1º febbraio Crozza imitando Antonio Ingroia ha parlato del medico Marino Andolina, capolista di Rivoluzione Civile per il Senato in Friuli Venezia Giulia, dicendo che «somministrava farmaci guasti» e che candidarlo è stato uno sbaglio. Andolina è indagato per associazione per delinquere dal dicembre 2009 per aver somministrato cellule staminali mesenchimali in pazienti affetti da malattie neurodegenerative o da danni cerebrali. Crozza ha poi contattato telefonicamente il medico per chiedere scusa e per spiegare che ce l'aveva con Ingroia e non voleva offendere i malati.
Nella puntata del 10 maggio Crozza, a proposito delle nomine nelle commissioni del Senato, ha dichiarato che la prima cosa che Nitto Palma ha fatto dopo la nomina a presidente della commissione Giustizia del Senato è stata quella di andare a trovare in carcere Nicola Cosentino. Palma ha reagito duramente, dichiarando che l'incontro era avvenuto diversi giorni prima della sua nomina e solo per ragioni umanitarie. Ha poi detto: «Lo spostamento della data dell'incontro a dopo l'elezione a presidente della commissione Giustizia è di per sé vergognoso, anche perché chiaramente finalizzato ad attivare una nuova, speciosa, fasulla polemica. Nulla intendendo dire sul piano della satira, ho dato mandato ai miei avvocati di procedere alle iniziative giudiziarie del caso contro il signor Maurizio Crozza, con riferimento solo a questa diffamatoria falsità e con la più ampia facoltà di prova». Nella puntata successiva il comico ha rettificato in modo ironico.
Il 26 novembre 2013 Matteo Renzi ha affermato che con le sue imitazioni Crozza «sta cercando di dire che io sono il niente assoluto [...] descrive la mia figura con riferimenti agli anni '80 e '90, credo che sbagli».
Ai microfoni di Un giorno da pecora, Antonio Razzi ha definito Crozza «perfetto» nei suoi panni.
In seguito alla puntata del 7 marzo 2014, Roberto Formigoni ha minacciato una querela e una richiesta di risarcimento danni in sede civile a causa dell'imitazione, da lui considerata insultante e diffamatoria.
Massimo Ferrero ha ricalcato la sua imitazione in un video e si è definito «onorato di essere... interpretato? O male interpretato? Un po' rincoglionito?».
Nella penultima puntata Crozza mostra una lettera pervenutagli il giorno prima dall'Associazione Camperisti, alla quale non è piaciuta la gag della precedente puntata in cui il personaggio "Napalm51", un hater complottista di Internet da lui interpretato, attribuiva ai camperisti il terremoto in centro Italia. Nonostante l'assurda fantasia della gag, in quell'occasione il comico si scusa ironicamente leggendo il contenuto della lettera.